# Evropsko računalniško spričevalo
Evropsko računalniško spričevalo (ECDL, angleško European Computer Driving Licence) je spričevalo (certifikat), ki ga podeljuje Fundacija ECDL in ki pokriva osnovna računalniška znanja. V Evropi se uporablja ime ECDL, drugje pa ICDL (International Computer Driving Licence). 
Osnovni program ECDL pokriva sedem modulov:
1. Osnovni koncepti informacijske tehnologije
2. Uporaba računalnika in upravljanje datotek
3. Obdelava besedil
4. Preglednice
5. Podatkovne baze
6. Elektronske predstavitve
7. Informacija in komunikacija (Internet in elektronska pošta)

Spričevalo se pridobi z opravljenimi izpiti (treba je doseči vsaj 75 % možnih točk) ločeno za posamezne module; možni sta dve obliki certificiranja:
- Spričevalo ECDL: uspešno opravljenih vseh sedem izpitov
- Spričevalo ECDL Start: uspešno opravljeni poljubni štirje izbrani izpiti izmed zgoraj naštetih

Nadaljevalni certifikat (ECDL Advanced) pokriva štiri teme:
1. Zahtevnejše urejanje besedil
2. Zahtevnejše delo s preglednicami
3. Zahtevnejše delo s podatkovnimi bazami
4. Zahtevnejše elektronske predstavitve